# Litografia quàntica
La litografia quàntica és un tipus de fotolitografia, que explota propietats no clàssiques dels fotons, com ara l'entrellaçat quàntic, per aconseguir un rendiment superior a la litografia clàssica ordinària. La litografia quàntica està estretament relacionada amb els camps de la imatge quàntica, la metrologia quàntica i la detecció quàntica. L'efecte explota l'estat mecànic quàntic de la llum anomenat estat NOON. La litografia quàntica va ser inventada pel grup de Jonathan P. Dowling al JPL, i ha estat estudiada per diversos grups.
De particular importància, la litografia quàntica pot superar el criteri clàssic de Rayleigh per al límit de difracció. La fotolitografia clàssica té una resolució d'imatge òptica que no pot ser inferior a la longitud d'ona de la llum utilitzada. Per exemple, en l'ús de la fotolitografia per produir xips d'ordinador en massa, és desitjable produir característiques cada cop més petites al xip, que clàssicament requereix moure's a longituds d'ona cada cop més petites (ultraviolada i raigs X), la qual cosa comporta un cost exponencialment més gran. per produir els sistemes d'imatge òptica a aquestes longituds d'ona òptiques extremadament curtes.
La litografia quàntica explota l'entrellat quàntic entre fotons especialment preparats en estat NOON i fotoresistències especials, que mostren processos d'absorció de diversos fotons per aconseguir la resolució més petita sense el requisit de longituds d'ona més curtes. Per exemple, un feix de fotons vermells, entrellaçats 50 a la vegada en l'estat del migdia, tindria el mateix poder de resolució que un feix de fotons de raigs X.
El camp de la litografia quàntica està en la seva infància, i encara que s'han dut a terme proves experimentals de principis utilitzant l'efecte Hong–Ou–Mandel, encara està molt lluny dels usos pràctics.